# Амазонки (Лівія)
Амазонки (у західній пресі Amazon Guard) — неофіційна назва загону охоронниць елітної особистої охорони лідера Лівійської Джамахірії Муаммара Каддафі. Офіційною їх назвою було араб. الراهبات الثوريات (al-thawriyyāt), «революційні черниці». Зустрічалася також назва «зелені черниці». Загін складався цілком із жінок, що пройшли спеціальну бойову підготовку.
Підрозділ було сформовано на початку 1980-х років, через кілька років після відставки Каддафі з поста глави лівійської держави та прийняття ним титулу лідера революції одночасно з проголошенням Лівії Джамахірії. Причини створення такого підрозділу достеменно невідомі; найбільш поширеною є версія про те, що Каддафі нібито вважав, що арабські терористи, жертвою яких він міг би стати, не зможуть стріляти в жінок. Є і більш прозаїчна версія, що загін охоронниць був одним з ексцентричних способів привернути увагу світової громадськості, заодно оточивши себе молодими жінками. 
Зазвичай із Каддафі під час його поїздок по країні і за кордон перебувало 15 «амазонок». У 1998 році, коли на Каддафі було влаштовано замах, одна з його охоронниць врятувала йому життя ціною власного .
Всі майбутні «амазонки» відбиралися особисто Каддафі, проходили серйозний курс навчання володінню різними видами холодної, вогнепальної зброї та рукопашного бою, а також, як повідомляється, давали обітницю цноти. За рішенням Каддафі охоронниці носили військовий камуфляж західного зразка, мали яскравий макіяж, довгі нігті, західні зачіски і носили туфлі на високих підборах. 
Підрозділ припинив своє існування після ліквідації Лівійської Джамахірії в результаті громадянської війни.